# Curtiss D-12
Il Curtiss D-12 fu un motore aeronautico dodici cilindri a V raffreddato a liquido sviluppato dall'azienda statunitense Curtiss Aeroplane and Motor Company nei primi anni venti.

## Storia del progetto
Arthur Nutt, responsabile dell'ufficio tecnico Curtiss, nel 1921 avviò lo sviluppo di un nuovo motore V12 derivato dal Curtiss C-12, a sua volta derivato dal Curtiss C-6 in linea, introducendo un'innovativa tecnologia, il monoblocco, per la prima volta utilizzata negli Stati Uniti d'America.
Fino ad allora i propulsori prevedevano singoli cilindri, realizzati in acciaio, che in fase di assemblaggio venivano collegati a uno a uno al basamento andando a formare il blocco cilindri. La nuova tecnica costruttiva prevedeva invece la fusione del blocco dei cilindri, realizzato in alluminio, in un solo pezzo, che successivamente, con una lavorazione meccanica, veniva fresato in fori di opportuno diametro. Il risultato dell'impiego di questa nuova tecnica era, pur comportando investimenti maggiori, una maggiore semplicità di costruzione e una maggiore leggerezza.
Indicato dall'azienda come D-12, il motore riproponeva l'architettura 12 cilindri a V di 60° del modello da cui derivava, mantenendo anche l'impianto di raffreddamento a liquido. Con una cilindrata di 18,8 L era in grado di erogare una potenza massima pari a 443 hp (330 kW) a 2 200 giri/min, limitando il peso a vuoto a soli 314 kg (693 lb).
Avviato alla produzione nel 1923 venne utilizzato per equipaggiare l'idrocorsa Curtiss CR-3 iscritto alla sesta edizione della Coppa Schneider, competizione che in quell'occasione si svolse a Cowes. Il trofeo se lo aggiudicò lo statunitense David Rittenhouse che ai comandi del suo CR-3 tagliò per primo il traguardo ad una media di 285,29 km/h.
Nel 1926 la Fairey Aviation, alla ricerca di nuove e potenti unità con cui motorizzare i propri modelli di aereo, importò 50 esemplari che ridenominò Fairey Felix
Il D-12 fu uno dei primi motori dotati di monoblocco di alluminio a ottenere un successo commerciale, influenzando massicciamente l'orientamento tecnologico del settore motoristico per il periodo interbellico. Furono infatti numerosi i motori che vennero progettati ispirandosi al D-12, tra i quali Packard 1A-1500, Rolls-Royce Kestrel e Junkers Jumo 210.

## Velivoli utilizzatori

### D-12
- Boeing PW-9[5]
- Curtiss CR
- Curtiss Falcon
- Curtiss R2C
- Curtiss PW-8
- Fokker D.XII
- Macchi M.33
- Wittman D-12 Bonzo

### Felix
- Fairey Firefly I
- Fairey Fox